# Dinamarca en los Juegos Olímpicos de Estocolmo 1912
Dinamarca estuvo representada en los Juegos Olímpicos de Estocolmo 1912 por un total de 152 deportistas que compitieron en 13 deportes.  
El portador de la bandera en la ceremonia de apertura fue el atleta Arne Højme.

## Medallistas
El equipo olímpico danés obtuvo las siguientes medallas:
| Nombre                                                                         | Deporte            | Competición                      |
| ------------------------------------------------------------------------------ | ------------------ | -------------------------------- |
| Oro                                                                            |                    |                                  |
| Ejler Allert Christian Hansen Carl Møller Carl Pedersen Poul Hartmann          | Remo               | Cuatro con timonel (M4+) M       |
| Plata                                                                          |                    |                                  |
| Ivan Osiier                                                                    | Esgrima            | Espada ind. M                    |
| Equipo                                                                         | Fútbol             | Torneo M                         |
| Equipo                                                                         | Gimnasia artística | Sistema sueco M                  |
| Sofie Castenschiold                                                            | Tenis              | Individual F                     |
| Lars Madsen                                                                    | Tiro               | Rifle en tres posiciones 300 m M |
| Steen Herschend Sven Thomsen Hans Meulengracht-Madsen                          | Vela               | 6 metre M                        |
| Bronce                                                                         |                    |                                  |
| Equipo                                                                         | Gimnasia artística | Sistema libre M                  |
| Søren Marinus Jensen                                                           | Lucha grecorromana | +93 kg M                         |
| Erik Bisgaard Rasmus Frandsen Mikael Simonsen Poul Thymann Ejgil Clemmensen    | Remo               | Cuatro con timonel (M4+) M       |
| Niels Larsen                                                                   | Tiro               | Rifle en tres posiciones 300 m M |
| Ole Olsen Lars Madsen Niels Larsen Niels Andersen Laurits Larsen Jens Hajslund | Tiro               | Rifle por eqs. M                 |